# Logi Tómasson
Logi Tómasson (Hafnarfjörður, 13 de septiembre de 2000) es un futbolista islandés que juega en la demarcación de defensa para el Samsunspor de la Superliga de Turquía.

## Selección nacional
Tras jugar en varias categorías inferiores de la selección, finalmente debutó con la selección de fútbol de Islandia el 6 de noviembre de 2022. Lo hizo en un partido amistoso contra Arabia Saudita que finalizó con un resultado de 0-1 a favor del combinado saudita tras un gol de Saud Abdulhamid.

## Clubes
| Club                      | País     | Año       | Partidos | Goles |
| ------------------------- | -------- | --------- | -------- | ----- |
| Víkingur Reykjavík        | Islandia | 2016-2018 | 4        | 0     |
| KR Þróttur (cedido)       | Islandia | 2018      | 11       | 0     |
| Víkingur Reykjavík        | Islandia | 2019-2020 | 23       | 2     |
| FH Hafnarfjörður (cedido) | Islandia | 2020      | 9        | 0     |
| Víkingur Reykjavík        | Islandia | 2021-2023 | 84       | 10    |
| Strømsgodset IF           | Noruega  | 2023-2025 | 53       | 8     |
| Samsunspor                | Turquía  | 2025-     |          |       |